# Lucy Kotcharian
Lucy Kotcharian (en arménien : Լյուսի Քոչարյան ; en anglais : Lucy Kocharyan) est une journaliste arménienne et une militante pour la défense des droits de l'enfant et ceux des femmes, connue pour avoir créé en août 2018 la campagne Voix de la violence contre les violences faites aux femmes en Arménie. Elle anime, dans son pays, deux émissions de radio qui traitent de questions de santé, de femmes et d'enfants.
Elle reçoit, le 4 mars 2020, le prix international de la femme de courage, remis par Melania Trump, première dame des États-Unis et Mike Pompeo, secrétaire d'État des États-Unis.